# オー・エイチ・ティー
オー・エイチ・ティー株式会社（英: OHT Inc.）は、広島県福山市に本社を置くプリント基板および液晶ディスプレイ用基板検査装置メーカー。

## 概要
静電誘導を原理とするセンサーを使用した非接触式電気通電検査装置の製品化に初めて成功する。この検査装置は各種基板の検査の際、これまで主流だった接触式に比べ電気抵抗の測定はできなくなるが、微細な配線も正確に測定できる上、検査対象や部品の傷みが少ないという特徴を持ち、結果として検査時間の短縮や検査装置コスト低減といったメリットなどももたらした。
その後、ガラス基板検査向けとした検査装置が開発されており、「現在市場に流通する薄型パネルの何割かは、当社製の検査装置で検査されたものである」との事である。

## 沿革
- 1994年（平成6年）6月 - オカノ電機株式会社より営業権の譲渡を受け、オカノハイテック株式会社を設立。
- 1996年（平成8年）10月 - 広島県福山市神辺町西中条1118番地の1に本社を移転。
- 1997年（平成9年）12月 - 経済産業省より特定新規事業法の認定を受ける。
- 1998年（平成10年）7月 - オー・エイチ・ティー株式会社に社名変更。
- 2000年（平成12年）
  - 4月 - 有限会社ユーアイテクノ（現・エスジーテック）を買収し、子会社化。
  - 7月 - 伯東株式会社と海外販売業務で提携。
- 2003年（平成15年）
  - 3月 - 創業・ベンチャー国民フォーラムより中小企業庁長官賞を受賞。
  - 4月 - 東証マザーズに上場。
  - 9月 - 韓国に海外子会社・KOHT株式会社を設立。
  - 12月 - 卓超高科技電子（上海）有限公司を海外子会社として中国（上海）に設立。
- 2004年（平成16年）
  - 4月 - 台湾に海外子会社・唯一高科技股有限公司を設立。
  - 6月 - 非接触『ハーネステスター』の製造・販売を開始。
  - 11月 - 前代表取締役石岡聖悟が、藍綬褒章を受章。
  - 12月 - 大型LCD向けリペア装置の製造・販売を開始。
- 2005年（平成17年）
  - 2月 - 大型LCD向け高速TFT-Arrayテスターの開発に着手。
  - 6月 - 日本電針株式会社を買収し、子会社化。
- 2006年（平成18年）
  - 4月 - 米国dBm Optics. Inc.と資本業務提携。
  - 8月 - オー・エイチ・ティー・ディー・ビー・エム株式会社を子会社として設立。
  - 8月 - OHT Technical Service(Thailand) CO., LTD.を関係会社として設立。
- 2008年（平成20年）5月 - オー・エイチ・ティー・ディー・ビー・エムを解散。KOHTの株式を譲渡。
- 2009年（平成21年）
  - 2月21日 - 上場廃止。
  - 7月30日 - 株主総会にて100:1の株式併合が可決される。
- 2011年（平成23年）6月 - 奥輝光電子（蘇州）有限公司を子会社化。
- 2012年（平成24年）
  - 4月 - 株式会社ひろしまイノベーション推進機構傘下のファンドが構成する組合であるHIF-A投資事業組合に第三者割当増資を行う。同組合の持株比率が21.58％となる[2]。
  - 10月 - HIF-A投資事業組合が株式公開買付けを行い、同組合の持株比率が83.81％となる[3]。
- 2013年（平成25年）2月 - 株式の全部取得手続きにより、HIF-A投資事業組合と江島貴志のみが株主となり、同組合の持株比率が87.5％となる[4]。
- 2016年（平成28年）4月 - 株主異動により、株式会社ブイ・テクノロジー、田中電機工業株式会社が株主となる。
- 2018年（平成30年）12月 - ブイ・テクノロジーの完全子会社となる。

## ＯHT株の株価操縦事件
2007年5月、120万円前後だった当社の株価が連日ストップ安となり、わずかな期間で20万円前後に暴落した。これにより証券会社は信用取引で多額の損失を出した顧客から資金を回収できなくなり、証券会社各社が多額の損失を抱え込む事態に陥った。このOHT株の不可解な動きについて、当時の新聞は、仕手筋による不自然な売買の疑いがあるのでは？と報じた。また、このOHT株の大暴落によって、30社以上の証券会社が、総額130億円以上の未払金を抱えたことが明らかになり、このOHT株の大暴落は顧客の信用取引を巡る被害額としては、日本の証券史上、過去最悪となった。
この件に絡み、六本木ヒルズ森タワー34階にあった弁護士事務所「椿総合法律事務所」が突然解散し、代表の椿康雄弁護士が連絡を絶ち失跡した。その時、椿には知人10名の名義を借りて証券会社で信用取引をしていた疑いが浮上していた。のちに椿がタイ・バンコクへ逃亡したことが確認されたが、その後の消息は不明となった。これらの事態を受け、さいたま地検は7月14日、椿が知人ら約10人から名義を借り、詳細な説明をしないまま巨額の信用取引を繰り返し、OHT株の株価を不正につり上げた疑いがあるとして、椿の経営していた「椿総合法律事務所」を証券取引法違反（相場操縦）容疑で捜索した。また12月、椿について逮捕状を取った。
9月13日、証券取引等監視委員会は、信用取引を巡って巨額の損失を抱えた大和証券など証券会社数社に対し検査を始めた。
2011年1月、椿が所属していた第一東京弁護士会は、長期にわたる失踪と会費滞納により椿を強制退会とする懲戒処分を決定した。
2016年7月、タイ警察が不法滞在の容疑でタイ国内に潜伏していた椿の身柄を拘束し、日本に移送した。同年8月2日、さいたま地検は椿を証券取引法違反（現在の金融商品取引法、相場操縦）違反容疑で逮捕した。
2017年3月22日、椿はさいたま地裁での初公判でOHT株の株価を不正に操縦をしたことを認めた。法廷では、椿は当社株の不正操縦で約5億円を手にしたこと、他の共犯者らの名義でOHTの株を高値で買い上げたり、株価を不正に引き上げたり、仮装売買をしたりしたことが明かされた。また、最終弁論で弁護側は「当時、椿康雄はOHTの社長に依頼されてやったことで、利益を得ようとしたわけではない」と執行猶予付き判決を求めた。同年6月26日、さいたま地裁は椿に対し、懲役2年6月、執行猶予4年、罰金300万円、追徴金4億9756万3千円（求刑懲役2年6月、罰金300万円、追徴金約5億2千万円）の判決を言い渡した。

## 粉飾決算
- 有価証券報告書等虚偽記載（粉飾決算）により、2003年4月期から2007年4月期の決算の訂正が必要となり、2007年12月に2008年4月期の半期報告書の提出の遅延を公表した。一時東京証券取引所から監理銘柄の指定を受けたが、2008年2月29日に報告書を提出したため指定は解除された。その後、2008年3月に再度決算訂正を実施した。粉飾決算の内容が重大であったため、2009年1月20日、2月21日付けで東京証券取引所上場廃止が決定した。